# ФК Партизан сезона 1965/66.
ФК Партизан сезона 1965/66. обухвата све резултате и остале информације везане за наступ Партизана у сезони 1965/66.

## Играчи
| Бр. |                                                  | Позиција | Играч              |
| --- | ------------------------------------------------ | -------- | ------------------ |
|     | Социјалистичка Федеративна Република Југославија | Г        | Милутин Шошкић     |
|     | Социјалистичка Федеративна Република Југославија | Г        | Иван Ћурковић      |
|     | Социјалистичка Федеративна Република Југославија | О        | Бранко Рашовић     |
|     | Социјалистичка Федеративна Република Југославија | О        | Љубомир Михајловић |
|     | Социјалистичка Федеративна Република Југославија | О        | Милан Дамјановић   |
|     | Социјалистичка Федеративна Република Југославија | О        | Велибор Васовић    |
|     | Социјалистичка Федеративна Република Југославија | О        | Фахрудин Јусуфи    |
|     | Социјалистичка Федеративна Република Југославија | С        | Радослав Бечејац   |
|     | Социјалистичка Федеративна Република Југославија | С        | Мане Бајић         |

| Бр. |                                                  | Позиција | Играч             |
| --- | ------------------------------------------------ | -------- | ----------------- |
|     | Социјалистичка Федеративна Република Југославија | С        | Јован Миладиновић |
|     | Социјалистичка Федеративна Република Југославија | С        | Милан Вукелић     |
|     | Социјалистичка Федеративна Република Југославија | С        | Димитри Давидовић |
|     | Социјалистичка Федеративна Република Југославија | С        | Милан Галић       |
|     | Социјалистичка Федеративна Република Југославија | Н        | Владица Ковачевић |
|     | Социјалистичка Федеративна Република Југославија | Н        | Јосип Пирмајер    |
|     | Социјалистичка Федеративна Република Југославија | Н        | Мустафа Хасанагић |
|     | Социјалистичка Федеративна Република Југославија | Н        | Јоаким Виславски  |

## Резултати

### Табела
| Место | Клуб        | мечева | победа | нерешених | пораза | дати голови | примљени голови | гол разлика | бодова  |
| ----- | ----------- | ------ | ------ | --------- | ------ | ----------- | --------------- | ----------- | ------- |
| 9     | Сарајево    | 30     | 10     | 9         | 11     | 40          | 44              | -4          | 29      |
| 10    | Вардар      | 30     | 12     | 4         | 14     | 47          | 44              | +3          | 28      |
| 11    | Партизан    | 30     | 10     | 8         | 12     | 45          | 47              | -2          | 28      |
| 12    | Жељезничар  | 30     | 12     | 8         | 10     | 35          | 36              | -1          | 26 (-6) |
| 13    | Хајдук      | 30     | 11     | 8         | 11     | 45          | 37              | +9          | 25 (-5) |
| 14    | Загреб      | 30     | 9      | 7         | 14     | 39          | 58              | -19         | 25      |
| 15    | Раднички Б. | 30     | 7      | 11        | 12     | 32          | 53              | -21         | 25      |
| 16    | Трешњевка   | 30     | 6      | 6         | 18     | 41          | 74              | -33         | 13 (-5) |

| Датум               | Место                   | Гледалаца | Противник          | Резултат | Стрелци за Партизан                                         | Такмичење              |
| 15. август 1965.    | Сарајево, Југославија   | 20.000    | Сарајево           | 3:1      | Ковачевић (45. пен.) Хасанагић (?) Бечејац (88.)            | Првенство Југославије  |
| 21. август 1965.    | Београд, Југославија    | 15.000    | Трешњевка          | 1:1      | Хасанагић (28.)                                             | Првенство Југославије  |
| 25. август 1965.    | Загреб, Југославија     | 17.000    | Загреб             | 1:2      | Милутиновић (40.)                                           | Првенство Југославије  |
| 11. септембар 1965. | Београд, Југославија    |           | Ријека             | 3:1      | Бечејац (39.) Вукелић (42.) Галић (82.)                     | Првенство Југославије  |
| 22. септембар 1965. | Београд, Југославија    | 20.464    | Нант               | 2:0      | Галић (37.) Хасанагић (48.)                                 | Куп европских шампиона |
| 26. септембар 1965. | Београд, Југославија    | 15.000    | Раднички Београд   | 1:1      | Васовић (81.)                                               | Првенство Југославије  |
| 13. октобар 1965.   | Нант, Француска         | 16.007    | Нант               | 2:2      | Ковачевић (43. пен.) Галић (47.)                            | Куп европских шампиона |
| 17. октобар 1965.   | Београд, Југославија    | 20.000    | Војводина          | 2:3      | Хасанагић (57.) Васовић (67.)                               | Првенство Југославије  |
| 20. октобар 1965.   | Загреб, Југославија     | 25.000    | Динамо Загреб      | 1:1      | Виславски (36.)                                             | Првенство Југославије  |
| 24. октобар 1965.   | Мостар, Југославија     | 8.000     | Вележ              | 0:0      |                                                             | Првенство Југославије  |
| 27. октобар 1965.   | Чачак, Југославија      | 5.000     | Борац Чачак        | 4:0      | Хасанагић (13, 25.) Ковачевић (82.) Васовић (88.)           | Куп Југославије        |
| 31. октобар 1965.   | Београд, Југославија    | 25.000    | Жељезничар         | 2:0      | Хасанагић (32.) Виславски (57.)                             | Првенство Југославије  |
| 9. новембар 1965.   | Београд, Југославија    | 24.203    | Вердер Бремен      | 3:0      | Јусуфи (70.) Хасанагић (75.) Пирмајер (89.)                 | Куп европских шампиона |
| 14. новембар 1965.  | Сплит, Југославија      | 20.000    | Хајдук Сплит       | 2:4      | Бајић (19, 43.)                                             | Првенство Југославије  |
| 17. новембар 1965.  | Бремен, Западна Немачка | 28.478    | Вердер Бремен      | 0:1      |                                                             | Куп европских шампиона |
| 21. новембар 1965.  | Београд, Југославија    | 15.000    | Раднички Ниш       | 2:0      | Хасанагић (10.) Петровић (34.)                              | Првенство Југославије  |
| 28. новембар 1965.  | Београд, Југославија    | 15.000    | ОФК Београд        | 5:4      | Пирмајер (24.) Хасанагић (32, 80.) Ковачевић (40. пен. 58.) | Првенство Југославије  |
| 5. децембар 1965.   | Београд, Југославија    | 55.000    | Црвена звезда      | 1:2      | Пирмајер (69.)                                              | Првенство Југославије  |
| 9. децембар 1965.   | Београд, Југославија    |           | Вардар             | 5:4      | Хасанагић 2 Виславски 1 Васовић 1 Бајић 1                   | Првенство Југославије  |
| 12. децембар 1965.  | Љубљана, Југославија    | 12.000    | Олимпија           | 0:3      |                                                             | Првенство Југославије  |
| 27. фебруар 1966.   | Ријека, Југославија     | 7.000     | Ријека             | 1:3      | Ковачевић (41. пен.)                                        | Куп Југославије        |
| 2. март 1966.       | Праг, Чехословачка      | 30.214    | Спарта Праг        | 1:4      | Хасанагић (16.)                                             | Куп европских шампиона |
| 5. март 1966.       | Београд, Југославија    | 10.000    | Сарајево           | 1:0      | Бечејац (61.)                                               | Првенство Југославије  |
| 9. март 1966.       | Београд, Југославија    | 50.000    | Спарта Праг        | 5:0      | Ковачевић (4, 29.) Васовић (23.) Хасанагић (35, 41.)        | Куп европских шампиона |
| 13. март 1966.      | Загреб, Југославија     |           | Трешњевка          | 0:3      |                                                             | Првенство Југославије  |
| 20. март 1966.      | Београд, Југославија    | 7.000     | Загреб             | 3:0      | Вукелић (20, 87. пен.) Пирмајер (82.)                       | Првенство Југославије  |
| 27. март 1966.      | Ријека, Југославија     |           | Ријека             | 1:0      | Бечејац (32. пен.)                                          | Првенство Југославије  |
| 2. април 1966.      | Београд, Југославија    |           | Раднички Београд   | 1:1      | Бечејац (76.)                                               | Првенство Југославије  |
| 9. април 1966.      | Београд, Југославија    | 12.000    | Динамо Загреб      | 2:0      | Петровић (56, 83.)                                          | Првенство Југославије  |
| 13. април 1966.     | Београд, Југославија    | 60.000    | Манчестер јунајтед | 2:0      | Хасанагић (46.) Бечејац (59.)                               | Куп европских шампиона |
| 16. април 1966.     | Нови Сад, Југославија   | 15.000    | Војводина          | 0:1      |                                                             | Првенство Југославије  |
| 20. април 1966.     | Манчестер, Енглеска     | 61.475    | Манчестер јунајтед | 0:1      |                                                             | Куп европских шампиона |
| 24. април 1966.     | Београд, Југославија    | 18.000    | Вележ              | 2:3      | Васовић (26.) Петровић (61.)                                | Првенство Југославије  |
| 1. мај 1966.        | Сарајево, Југославија   | 20.000    | Жељезничар         | 1:3      | Пирмајер (10.)                                              | Првенство Југославије  |
| 11. мај 1966.       | Брисел, Белгија         | 46.475    | Реал Мадрид        | 1:2      | Васовић (55.)                                               | Куп европских шампиона |
| 15. мај 1966.       | Београд, Југославија    | 8.000     | Хајдук Сплит       | 1:1      | Хасанагић (37.)                                             | Првенство Југославије  |
| 22. мај 1966.       | Ниш, Југославија        | 23.000    | Раднички Ниш       | 0:0      |                                                             | Првенство Југославије  |
| 28. мај 1966.       | Београд, Југославија    | 8.000     | ОФК Београд        | 0:2      |                                                             | Првенство Југославије  |
| 5. јун 1966.        | Београд, Југославија    | 70.000    | Црвена звезда      | 1:2      | Бечејац (37.)                                               | Првенство Југославије  |
| 12. јун 1966.       | Београд, Југославија    | 5.000     | Олимпија           | 1:2      | ?                                                           | Првенство Југославије  |
| 18. јун 1966.       | Скопље, Југославија     | 10.000    | Вардар             | 2:2      | Мрђа (50.) Хасанагић (63.)                                  | Првенство Југославије  |

### Пријатељске утакмице
| Датум            | Место                     | Гледалаца | Противник       | Резултат | Стрелци за Партизан                                                            |
| 24. јул 1965.    | Хамбург, Западна Немачка  | 20.000    | Хамбургер       | 1:0      | Ковачевић (9.)                                                                 |
| 30. јул 1965.    | Келн, Западна Немачка     |           | Келн            | 3:3      | ?                                                                              |
| 3. август 1965.  | Ситард-Гелен, Холандија   | 7.000     | Фортуна Ситард  | 1:1      | Васовић (83.)                                                                  |
| 5. август 1965.  | Гент, Белгија             | 5.000     | Гент            | 6:3      | Бечејац (25.) Хасанагић (41.) Ковачевић (42.) Бајић (65.) Михајловић (75, 79.) |
| 7. август 1965.  | Штутгарт, Западна Немачка | 12.000    | Штутгарт        | 2:1      | Милутиновић (25.) Пирмајер (55.)                                               |
| 22. август 1965. | Милано, Италија           |           | Интер           | 1:1      | Васовић (15.)                                                                  |
| 28. август 1965. | Казабланка, Мароко        |           | Андерлехт       | 4:1      | Хасанагић 2 Галић 2                                                            |
| 29. август 1965. | Казабланка, Мароко        |           | Атлетико Мадрид | 0:5      |                                                                                |